# Иван Мартинушкин
Иван Степанович Мартинушкин (роден на 18 януари 1924 г. в Пощупово, Рязанска губерния) е руски ветеран от Великата отечествена война. Според „Индипендънт“ той става последният оцелял войник, участвал в освобождаването на Аушвиц след смъртта на Дейвид Душман през юни 2021 г.
Мартинушкин завършва военно училище в Хабаровск и е назначен на фронта през 1942 г. Служи в 322-ра стрелкова дивизия на 60-и армейски корпус като старши лейтенант и е сред първите съветски войници, пристигнали в Аушвиц. След войната Мартинушкин участва, наред с други неща, в създаването на Павилиона за атомна енергия във Всеруския изложбен център през 50-те години на XX век.
Мартинушкин е награден с Орден на Червеното знаме, Орден на Червената звезда, медал „Жуков“, медал „За победата над Германия във Великата отечествена война 1941–1945 г.“ и ордени „Отечествена война“ от I и II степен.
В следвоенните години участва в създаването на атомния щит на СССР. След успешни изпитания през 1949 и 1953 г. е награден с Орден „Знак на честта“ и Медал за трудови отличия.
Иван Степанович Мартинушкин седи отляво на президента Владимир Путин (на мястото отдясно е лидерът на КНР Си Дзинпин), на Парада на победата на 9 май 2025 г.